# منتزعة الكبريت الإندونيسينية
منتزعة الكبريت الإندونيسينية (الاسم العلمي: Desulfovibrio indonesiensis) هي نوع من البكتيريا، سلبية الغرام، تتبع جنس منتزعة الكبريت.